# 東観光バス
東観光バス株式会社（あずまかんこうバス）は、群馬県伊勢崎市に本社を置く貸切バス事業者。群馬県・埼玉県全域を営業地域とする。
貸切バス事業のほか、特定バスとして伊勢崎市のスクールバスを運行受託している。過去にはコミュニティバスの運行受託も行っていた（後述）。

## 営業所
- 本社営業所 - 群馬県伊勢崎市境上渕名1186[1]
- さいたま営業所 - 埼玉県児玉郡上里町勅使河原1598-1[1]

2018年10月31日、さいたま営業所認可。
- アズマトラベル前橋営業所 - 群馬県前橋市下大島町992-3[1]

## コミュニティバス
群馬県佐波郡境町のコミュニティバス「さわやか」を運行受託していたが、伊勢崎市への市町村合併に伴うコミュニティバス再編により、2008年3月31日をもって受託を終了した。

## 車両
貸切車は、日野・セレガや三菱ふそう・エアロクィーンのスーパーハイデッカー車が主力で、9m車やマイクロバスも保有している。
コミュニティバス「さわやか」では、UDトラックス（旧:日産ディーゼル）のKK-RN252CSNを使用していた。